# Centralny Łuk Turystyczny

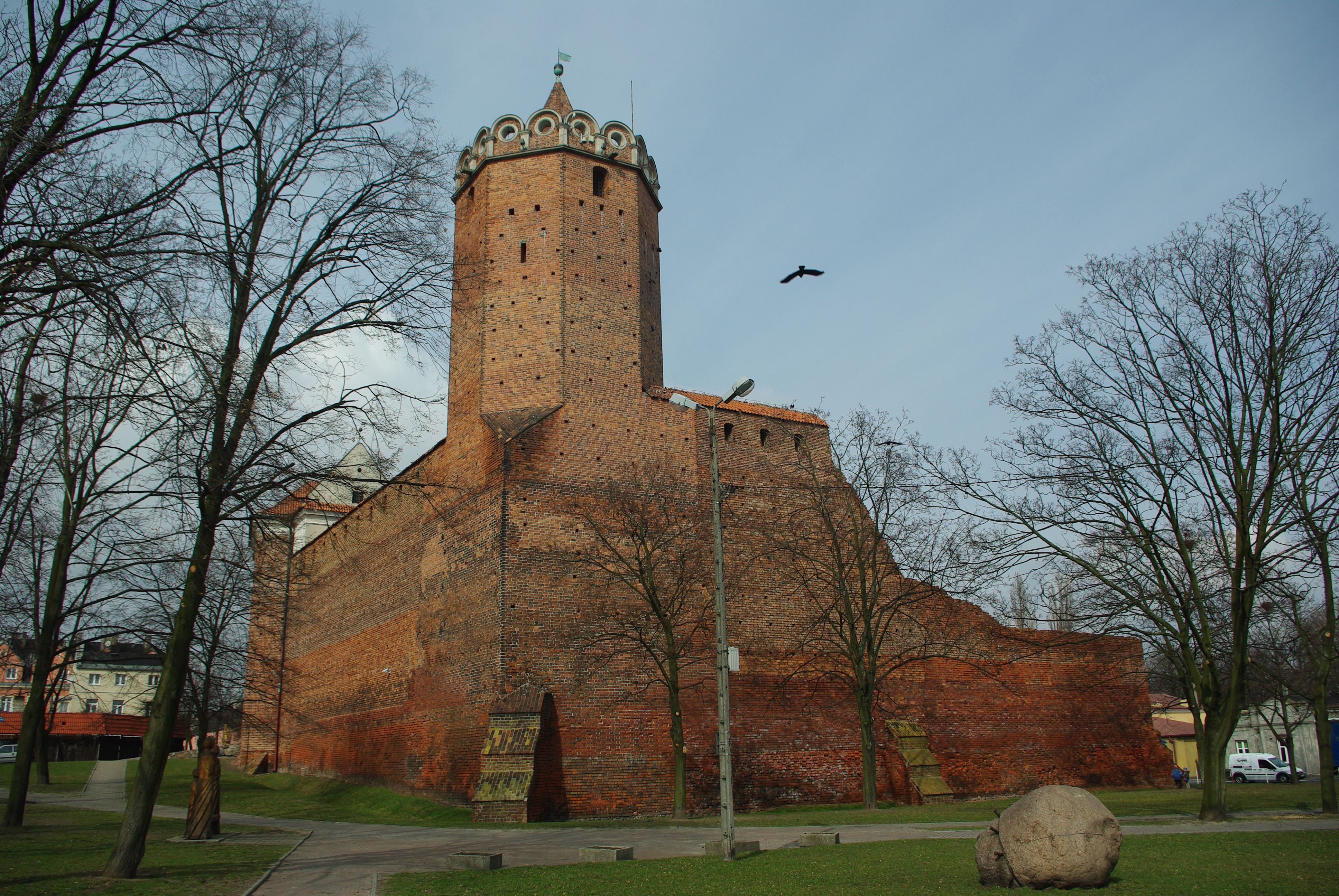
Zamek Królewski w Łęczycy

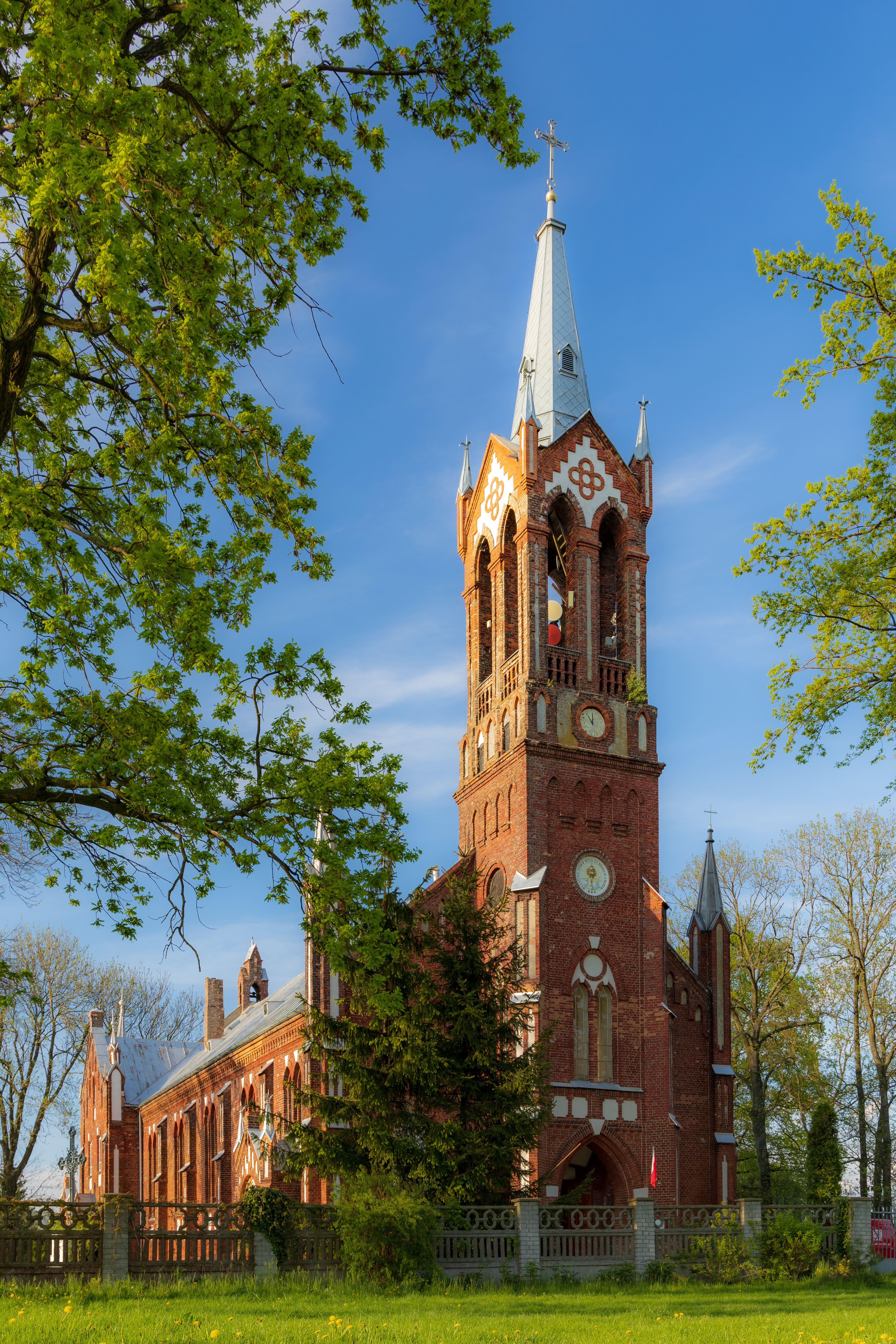
Kościół starokatolicki mariawitów w Nowej Sobótce

Centralny Łuk Turystyczny – wspólna inicjatywa samorządów centralnej Polski (województwo łódzkie i wielkopolskie), mająca na celu wypromowanie atrakcji turystycznych zlokalizowanych na ich terenie i zmultiplikowanie efektu, którego nie można by osiągnąć promując tylko pojedyncze atrakcje. W celu osiągnięcia tego zamierzenia powołano lokalną organizację turystyczną.
Nazwa powzięta została od głównych miejscowości Łuku: Łęczycy, Uniejowa i Kłodawy (ŁUK). Promowane są głównie następujące atrakcje regionu:
- Kolegiata w Tumie (gmina Góra Świętej Małgorzaty),
- Muzeum im. Jerzego Dunin-Borkowskiego w Krośniewicach,
- Zamek Królewski w Łęczycy i stare miasto tamże,
- Kopalnia Soli Kłodawa – podziemna trasa turystyczna,
- Termy Uniejów w Uniejowie,
- Wioska Indiańska Tatanka w Solcy Małej (gmina Ozorków)
- Świnice Warckie i Głogowiec – miejsca związane z życiem św. Faustyny Kowalskiej,
- Zamek w Besiekierach (gmina Grabów),
- Zamek w Oporowie (gmina Oporów),
- Skansen Łęczycka Zagroda Chłopska w Kwiatkówku (gmina Góra Świętej Małgorzaty)
- Piątek – geometryczny środek Polski.
- Pradolina Bzury-Neru (obszar NATURA 2000)
- Parafie Kościoła Starokatolickiego Mariawitów w Nowej Sobótce i Kadzidłowej (gmina Grabów)
- Centrum Wielokulturowości "Dom na Skrzyżowaniu" im. siostry Marii Elizy Patory (gmina Grabów)